# Frank McHugh
Frank McHugh, all'anagrafe Francis Curray McHugh (Homestead, 23 maggio 1898 – Greenwich, 11 settembre 1981), è stato un attore statunitense.

## Biografia
Nato a Homestead (Pennsylvania) da una famiglia di tradizioni teatrali, McHugh fece il suo debutto sulle scene all'età di dieci anni, lavorando con i genitori e con i fratelli Matt e Kitty, e continuando a recitare in compagnie di giro per tutti gli anni dieci. Entrato a far parte della compagnia Sherman Kelly Stock, intraprese la strada del vaudeville nei circuiti teatrali Orpheum e Keith e debuttò a Broadway nel 1925 con la pièce The Fall Guy.
Nel 1930 firmò un contratto con la Warner Brothers e si trasferì a Hollywood per debuttare nel film bellico La squadriglia dell'aurora (1930), diventando in breve tempo uno degli attori caratteristi di punta della grande casa produttrice, considerata all'epoca un'autentica fabbrica di film dallo stile scattante, acerbo, dai risvolti anche sentimentali e dalle ambientazioni tipicamente urbane. Con la sua figura minuta, il volto dai tratti comuni ma dall'espressione franca e comunicativa, l'attore fu un volto familiare al pubblico cinematografico per tutti gli anni trenta, lavorando accanto alle più grande star della Warner, tra cui James Cagney, con il quale apparve in undici film dal 1932 al 1953. Recitò al fianco di Cagney nel dramma automobilistico L'urlo della folla (1932) di Howard Hawks, nel musical Viva le donne! (1933) di Busby Berkeley, in Colpo proibito (1935), ambientato nel mondo della boxe, ne I ruggenti anni Venti (1939), melodramma sul proibizionismo, nel film bellico I fucilieri delle Argonne (1940), storia di un reggimento attivo durante la prima guerra mondiale, e ne La città del peccato (1940). A suo agio sia nel genere drammatico che nella commedia, partecipò anche a Sogno di una notte di mezza estate (1935), tratto dall'omonima commedia di Shakespeare, progetto che riunì sotto la direzione del regista europeo Max Reinhardt tutti i grandi divi sotto contratto alla Warner. Nel ruolo di Quince, uno dei cortigiani di Atene che affiancano Bottom (James Cagney) e Flute (Joe E. Brown), McHugh seppe conferire la necessaria comicità al personaggio e alla parte.
Tra gli altri titoli di rilievo da lui interpretati, sono da ricordare l'horror La maschera di cera (1933), la commedia Quattro figlie (1939) e i western Gli avventurieri (1939) e Carovana d'eroi (1940), entrambi accanto a Errol Flynn. Dai primi anni quaranta l'attore privilegiò sempre più frequentemente il genere brillante, in film come La mia via (1944), accanto a Bing Crosby e Barry Fitzgerald, nel ruolo di un prelato irlandese, Padre Timothy O'Dowd, e nelle commedie Anche oggi è primavera (1946) e Segretaria tuttofare (1949).
Il declino della carriera cinematografica, all'inizio degli anni cinquanta, portò McHugh verso il piccolo schermo, in serie antologiche come Kraft Television Theatre e Studio One. Tornò al cinema in rare occasioni e in ruoli di carattere, come quello di Eddie Dugan, l'agente di Vicky Parker (Marilyn Monroe), in Follie dell'anno (1954), e di Festus Garvey nel dramma politico L'ultimo urrà (1958) di John Ford, accanto a Spencer Tracy e Pat O'Brien. Tra le serie televisive, sono da ricordare le sue apparizioni in Carovane verso il West (1961), La parola alla difesa (1961), I forti di Forte Coraggio (1966), e nella sit-com a puntate The Bing Crosby Show, in cui interpretò il ruolo di Willie Walters in ventisette episodi girati tra il 1964 e il 1965.
Sposato dal 1933 con Dorothy Spencer, dalla quale ebbe tre figli, McHugh morì l'11 settembre 1981, all'età di ottantatré anni.

## Filmografia

### Cinema
- La squadriglia dell'aurora (The Dawn Patrol), regia di Howard Hawks (1930)
- Top Speed, regia di Mervyn LeRoy (1930)
- Bright Linghts, regia di Michael Curtiz (1930)
- College Lovers, regia di John G. Adolfi (1930)
- Kiss Me Again, regia di William A. Seiter (1930)
- The Widow from Chicago, regia di Edward F. Cline (1930)
- Going Wild, regia di William A. Seiter (1930)
- Millie, regia di John Francis Dillon (1931)
- The Front Page, regia di Lewis Milestone (1931)
- Up for Murder, regia di Monta Bell (1931)
- Men of the Sky, regia di Alfred E. Green (1931)
- That's News to Me, regia di Arvid E. Gillstrom (1931)
- Traveling Husbands, regia di Paul Sloane (1931)
- The Hot Spot, regia di Donald Gallaher (1931)
- The Great Junction Hotel, regia di William Beaudine (1931)
- Bad Company, regia di Tay Garnett (1931)
- The Big Scoop, regia di Harry Sweet (1931)
- Corsair, regia di Roland West (1931)
- The Wide Open Spaces, regia di Arthur Rosson (1931)
- Il vagabondo e la ballerina (Union Depot), regia di Alfred E. Green (1932)
- High Pressure, regia di Mervyn LeRoy (1932)
- Extra! Extra!, regia di Harry Sweet (1932)
- L'urlo della folla (The Crowd Roars), regia di Howard Hawks (1932)
- The Strange Love of Molly Louvin, regia di Michael Curtiz (1932)
- The Dark Horse, regia di Alfred E. Green (1932)
- La cronaca degli scandali (Blessed Event), regia di Roy Del Ruth (1932)
- L'angelo della vita (Life Begins), regia di James Flood ed Elliott Nugent (1932)
- Amanti senza domani (One Way Passage), regia di Tay Garnett (1932)
- Uomini nello spazio (Parachute Jumper), regia di Alfred E. Green (1933)
- La maschera di cera (Mystery of the Wax Museum), regia di Michael Curtiz (1933)
- Il giocatore (Grand Slam), regia di William Dieterle (1933)
- The Telegraph Trail, regia di Tenny Wright (1933)
- Private Jones, regia di Russell Mack (1933)
- Elmer, the Great, regia di Mervyn LeRoy (1933)
- Lilly Turner, regia di William A. Wellman (1933)
- Ex-Lady, regia di Robert Florey (1933)
- Hold Me Tight, regia di David Butler (1933)
- Tomorrow at Seven, regia di Ray Enright (1933)
- Professional Sweetheart, regia di William A. Seiter (1933)
- Viva le donne! (Footlight Parade), regia di Lloyd Bacon (1933)
- Havana Widows, regia di Ray Enright (1933)
- Son of a Sailor, regia di Lloyd Bacon (1933)
- La casa della 56ª strada (The House on 56th Street), regia di Robert Florey (1933)
- Convention City, regia di Archie Mayo (1933)
- Le armi di Eva (Fashions of 1934), regia di William Dieterle (1934)
- Heat Lightning, regia di Mervyn LeRoy (1934)
- Let's Be Ritzy, regia di Edward Ludwig (1934)
- Merry Wives of Reno, regia di H. Bruce Humberstone (1934)
- Smarty, regia di Robert Florey (1934)
- Return of the Terror, regia di Howard Bretherton (1934)
- Marinai all'erta (Here Comes the Navy), regia di Lloyd Bacon (1934)
- Un grullo in bicicletta (6 Days Bike Rider), regia di Lloyd Bacon (1934)
- Verso la felicità (Happiness Ahead), regia di Mervyn LeRoy (1934)
- Maybe It's Love, regia di William C. McGann (1935)
- I diavoli in paradiso (Devil Dogs of the Air), regia di Lloyd Bacon (1935)
- Donne di lusso 1935 (Gold Diggers of 1935), regia di Busby Berkeley (1935)
- Colpo proibito (The Irish in Us), regia di Lloyd Bacon (1935)
- Page Miss Glory, regia di Mervyn LeRoy (1935)
- Sogno di una notte di mezza estate (A Midsummer Night's Dream), regia di William Dieterle e Max Reinhardt (1935)
- Star Over Broadway, regia di William Keighley (1935)
- Freshman Love, regia di William C. McGann (1936)
- Moonlight Murder, regia di Edwin L. Marin (1936)
- Snowed Under, regia di Ray Enright (1936)
- Le belve della città (Bullets or Ballots), regia di William Keighley (1936)
- Stage Struck, regia di Busby Berkeley (1936)
- Three Men on a Horse, regia non accreditata di Mervyn LeRoy (1936)
- Ever Since Eve, regia di Lloyd Bacon (1937)
- Merry the Girl, regia di William C. McGann (1937)
- Mr. Dodd Takes the Air, regia di Alfred E. Green (1937)
- Sottomarino D-1 (Submarine D-1), regia di Lloyd Bacon (1937)
- Swing Your Lady, regia di Ray Enright (1938)
- He Couldn’t Say No, regia di Lewis Seiler (1938)
- Little Miss Thoroughbred, regia di John Farrow (1938)
- Quattro figlie (Four Daughters), regia di Michael Curtiz (1938)
- Boy Meets Girl, regia di Lloyd Bacon (1938)
- La valle dei giganti (Valley of the Giants), regia di William Keighley (1938)
- Wings of the Navy, regia di Lloyd Bacon (1939)
- Gli avventurieri (Dodge City), regia di Michael Curtiz (1939)
- Profughi dell’amore (Daughters Courageous), regia di Michael Curtiz (1939)
- Indianapolis Speedway, regia di Lloyd Bacon (1939)
- Dust Be My Destiny, regia di Lewis Seiler (1939)
- On Your Toes, regia di Ray Enright (1939)
- I ruggenti anni Venti (The Roaring Twenties), regia di Raoul Walsh (1939)
- Four Wives, regia di Michael Curtiz (1939)
- I fucilieri delle Argonne (The Fighting 69th), regia di William Keighley (1940)
- Carovana d'eroi (Virginia City), regia di Michael Curtiz (1940)
- Trovarsi ancora (Til We Meet Again), regia di Edmund Goulding (1940)
- Ti amo ancora (I Love You Again), regia di W. S. Van Dyke (1940)
- La città del peccato (City for Conquest), regia di Anatole Litvak (1940)
- Four Mothers, regia di William Keighley (1941)
- Gli amanti (Back Street), regia di Robert Stevenson (1941)
- Fulminati (Manpower), regia di Raoul Walsh (1941)
- Sesta colonna (All Through the Night), regia di Vincent Sherman (1941)
- Avventura all'Avana (Her Carboard Lover), regia di George Cukor (1942)
- La mia via (Going My Way), regia di Leo McCarey (1944)
- L'azione continua (Marine Raiders), regia di Harold D. Schuster (1944)
- Due gambe…un milione! (Bowery to Broadway), regia di Charles Lamont (1944)
- L'ombra dell'altro (A Medal for Benny), regia di Irving Pichel (1945)
- Festa d'amore (State Fair), regia di Walter Lang (1945)
- The Hoodlum Saint, regia di Norman Taurog (1946)
- Anche oggi è primavera (The Runaround), regia di Charles Lamont (1946)
- Little Miss Big, regia di Erle C. Kenton (1946)
- Easy Come, Easy Go, regia di John Farrow (1947)
- Sinfonie eterne (Carnegie Hall), regia di Edgar G. Ulmer (1947)
- Valeria l'amante che uccise (The Velvet Touch), regia di Jack Gage (1948)
- Il re dell'Africa (Mighty Joe Young), regia di Ernest B. Schoedsack (1949)
- Segretaria tuttofare (Miss Grant Takes Richmond), regia di Lloyd Bacon (1949)
- La mia vita per tuo figlio (Paid in Full), regia di William Dieterle (1950)
- The Tougher They Come, regia di Ray Nazarro (1950)
- The Pace That Thrills, regia di Leon Barsha (1952)
- L'amore più grande (My Son John), regia di Leo McCarey (1952)
- It Happens Every Thursday, regia di Joseph Pevney (1953)
- Un leone per la strada (A Lion Is in the Streets), regia di Raoul Walsh (1953)
- Follie dell'anno (There's No Business Like Show Business), regia di Walter Lang (1954)
- L'ultimo urrà (The Last Hurrah), regia di John Ford (1958)
- Dinne una per me (Say One for Me), regia di Frank Tashlin (1959)
- Il prezzo del successo (Career), regia di Joseph Anthony (1959)
- The Spiral Staircase, regia di Boris Sagal (1961) (per la TV)
- Tigre in agguato (A Tiger Walks), regia di Norman Tokar (1964)
- 3 "fusti", 2 "bambole" e... 1 "tesoro" (Easy Come, Easy Go), regia di John Rich (1967)

### Televisione
- The Alcoa Hour – serie TV, episodio 1x12 (1956)
- The United States Steel Hour – serie TV, 4 episodi (1957-1963)
- The Further Adventures of Ellery Queen – serie TV, episodio 1x11 (1958)
- Outlaws – serie TV, episodio 1x20 (1961)
- Carovane verso il West (Wagon Train) – serie TV, 1 episodio (1961)
- La parola alla difesa (The Defenders) – serie TV, 1 episodio (1961)
- Going My Way – serie TV, episodio 1x11 (1962)
- The Nurses – serie TV, episodio 1x16 (1963)
- The Bing Crosby Show – serie TV, 27 episodi (1964-1965)
- I forti di Forte Coraggio (F Troop) – serie TV, 1 episodio (1966)
- Lancer – serie TV, episodio 1x18 (1969)

## Doppiatori italiani
Nelle versioni in italiano dei suoi film, Frank McHugh è stato doppiato da:
- Carlo Romano in Gli amanti, 3 "fusti", 2 "bambole" e... 1 "tesoro"
- Vinicio Sofia in I ruggenti anni venti (doppiaggio tardivo), L'ultimo urrà
- Felice Romano in Verso la felicità
- Arrigo Colombo in Carovana d'eroi
- Mario Besesti in L'amore più grande
- Amilcare Pettinelli in Follie dell'anno
- Augusto Marcacci in Il prezzo del successo